# 阿巴拉契亞

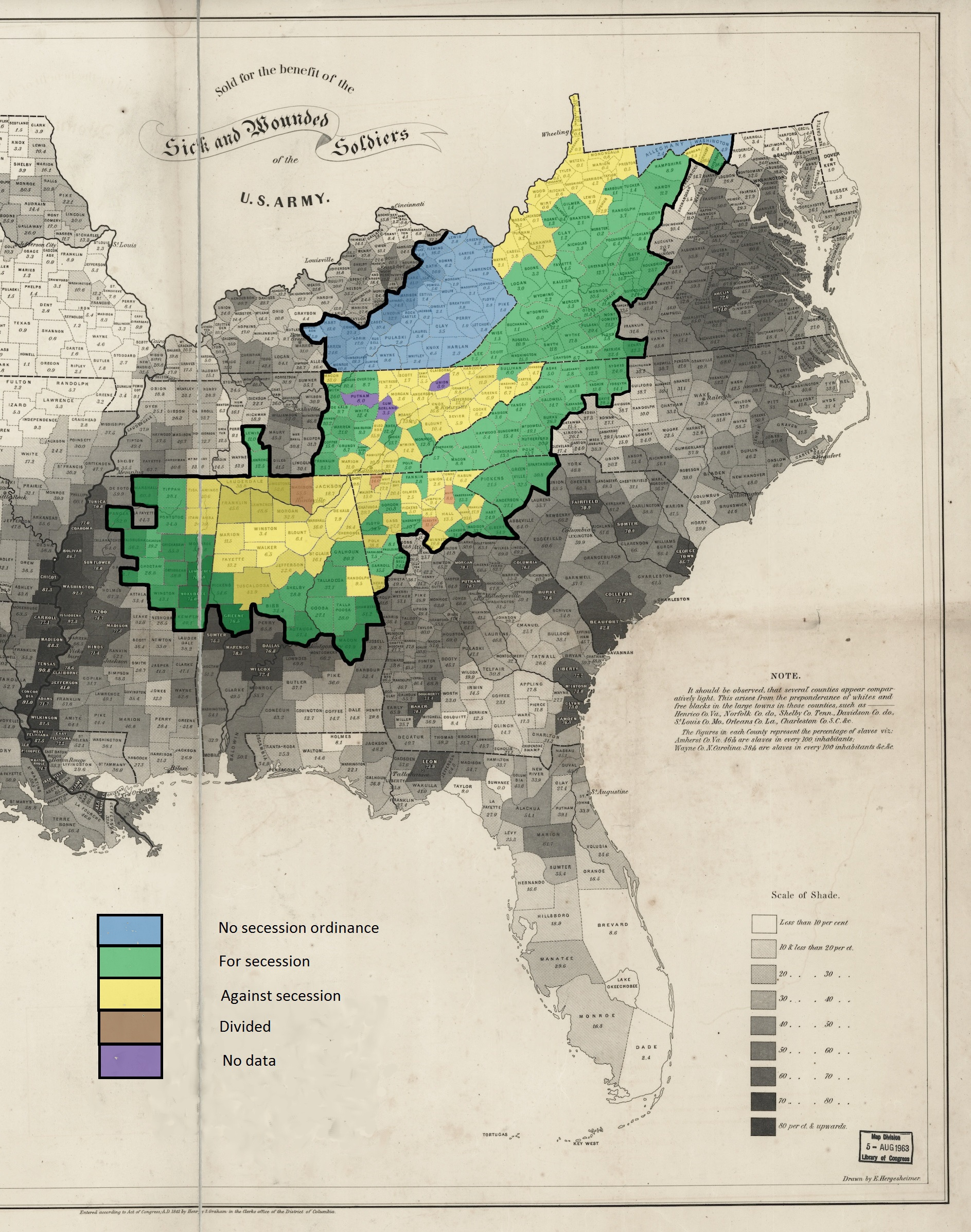
ARC定义内阿巴拉契亚地区1860-1861年的县脱离联邦投票地图。弗吉尼亚州和田纳西州部分展示的是公众的投票数据，而其他州展示的是县代表对大会的投票数据。

阿巴拉契亞（Appalachia）指美國東部的一个文化区，位于紐約州南部、阿拉巴馬州北部、密西西比州北部和喬治亞州北部一帶。 雖然部分阿巴拉契亞山脈穿過緬因州和加拿大的新英格蘭地區，但一般不包括在内。2010年，该地区居住着大约 2500 万人。
阿巴拉契亞面積跟英國相若，主要是人跡稀至的高山地區，南至密西西比州和阿拉巴馬州邊界，北至賓夕凡尼亞州和紐約州，也包括部分的喬治亞州、南卡羅來納州、北卡羅萊納州、田納西州、弗吉尼亞州、肯塔基州、俄亥俄州、馬利蘭州以及全個西維珍尼亞州。
阿巴拉契亞居住人口超過二千萬，主要居住在中型城市，區內只有兩個大型城市群，分別位於賓夕法尼亞州的匹茲堡和田納西州的諾克斯維爾。

## 城市

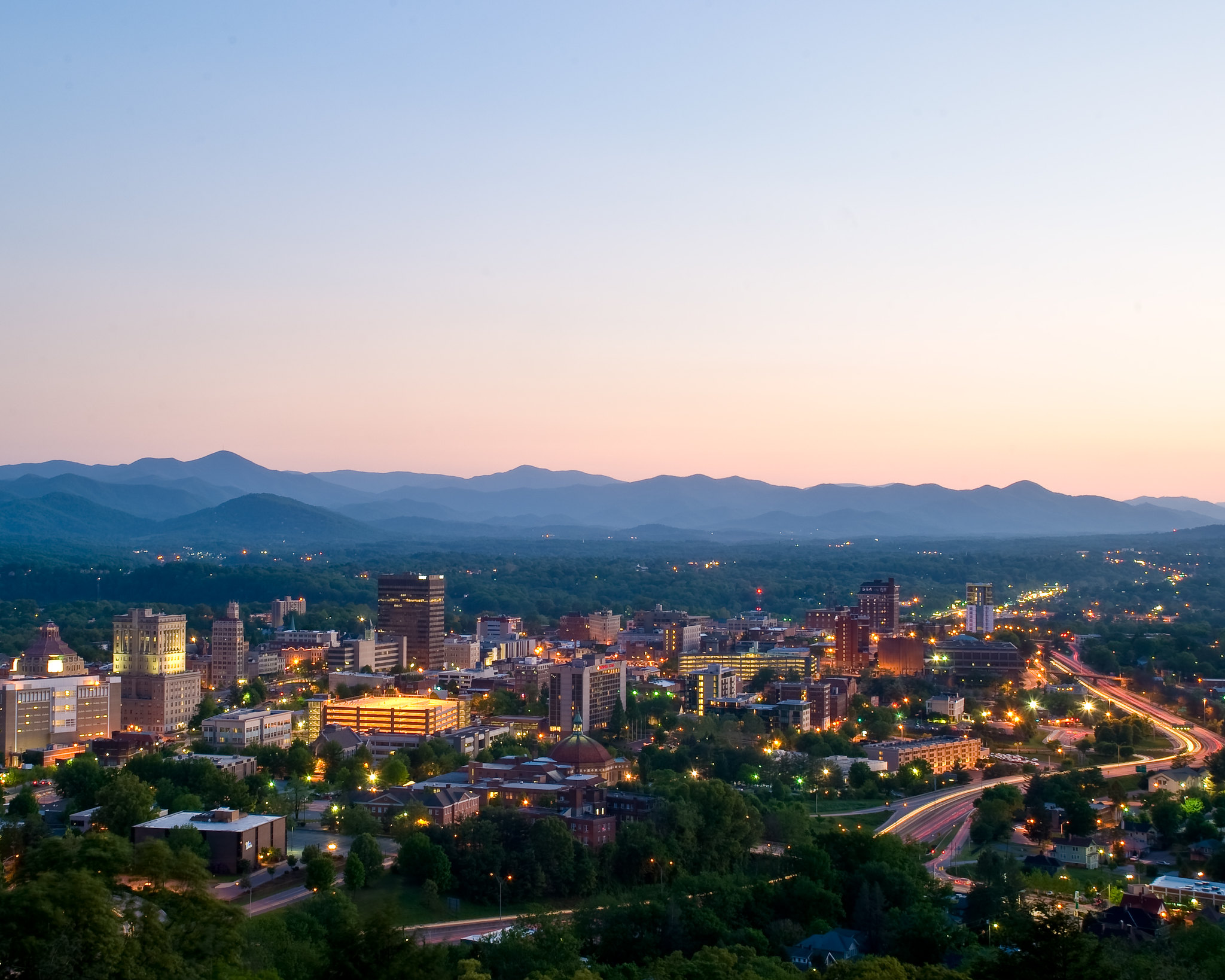
黄昏时分的北卡罗来纳州阿什维尔

匹兹堡天际线以标志性的罗伯托克莱门特大桥为特色

阿巴拉契亚地区拥有至少 40,000 名居民的城市包括：
宾夕法尼亚州阿尔图纳
北卡罗来纳州阿什维尔
纽约宾厄姆顿
阿拉巴马州伯明翰
西弗吉尼亚州查尔斯顿
田纳西州查塔努加
田纳西州克利夫兰
宾夕法尼亚州伊利
南卡罗来纳州格林维尔
马里兰州黑格斯敦
西弗吉尼亚州亨廷顿
阿拉巴马州亨茨维尔
田纳西州约翰逊城
田纳西州诺克斯维尔
宾夕法尼亚州匹兹堡
弗吉尼亚州罗阿诺克
宾夕法尼亚州斯克兰顿
宾夕法尼亚州立大学
北卡罗来纳州温斯顿-塞勒姆